# La Neuville-Chant-d'Oisel
La Neuville-Chant-d'Oisel és un municipi francès situat al departament del Sena Marítim i a la regió de Normandia. L'any 2007 tenia 1.918 habitants.

## Demografia

### Població
El 2007 la població de fet de La Neuville-Chant-d'Oisel era de 1.918 persones. Hi havia 677 famílies de les quals 95 eren unipersonals (54 homes vivint sols i 41 dones vivint soles), 219 parelles sense fills, 322 parelles amb fills i 41 famílies monoparentals amb fills.
La població ha evolucionat segons el següent gràfic:
Habitants censats

### Habitatges
El 2007 hi havia 721 habitatges, 685 eren l'habitatge principal de la família, 9 eren segones residències i 27 estaven desocupats. Tots els 718 habitatges eren cases. Dels 685 habitatges principals, 633 estaven ocupats pels seus propietaris, 42 estaven llogats i ocupats pels llogaters i 9 estaven cedits a títol gratuït; 1 tenia una cambra, 11 en tenien dues, 51 en tenien tres, 174 en tenien quatre i 448 en tenien cinc o més. 583 habitatges disposaven pel capbaix d'una plaça de pàrquing. A 227 habitatges hi havia un automòbil i a 423 n'hi havia dos o més.

### Piràmide de població
La piràmide de població per edats i sexe el 2009 era:
| Homes | Edats   | Dones |
| ----- | ------- | ----- |
| 0     | 95 o +  | 0     |
| 0     | 90 a 94 | 4     |
| 16    | 85 a 89 | 0     |
| 8     | 80 a 84 | 8     |
| 24    | 75 a 79 | 48    |
| 16    | 70 a 74 | 20    |
| 28    | 65 a 69 | 32    |
| 44    | 60 a 64 | 48    |
| 40    | 55 a 59 | 40    |
| 84    | 50 a 54 | 64    |
| 80    | 45 a 49 | 92    |
| 64    | 40 a 44 | 108   |
| 64    | 35 a 39 | 52    |
| 28    | 30 a 34 | 40    |
| 48    | 25 a 29 | 28    |
| 48    | 20 a 24 | 92    |
| 64    | 15 a 19 | 68    |
| 60    | 10 a 14 | 56    |
| 48    | 5 a 9   | 76    |
| 52    | 0 a 4   | 60    |

## Economia
El 2007 la població en edat de treballar era de 1.288 persones, 940 eren actives i 348 eren inactives. De les 940 persones actives 889 estaven ocupades (474 homes i 415 dones) i 51 estaven aturades (17 homes i 34 dones). De les 348 persones inactives 118 estaven jubilades, 147 estaven estudiant i 83 estaven classificades com a «altres inactius».

### Ingressos
El 2009 a La Neuville-Chant-d'Oisel hi havia 739 unitats fiscals que integraven 2.112,5 persones, la mediana anual d'ingressos fiscals per persona era de 22.692 €.

### Activitats econòmiques
Dels 41 establiments que hi havia el 2007, 1 era d'una empresa alimentària, 3 d'empreses de fabricació d'altres productes industrials, 8 d'empreses de construcció, 12 d'empreses de comerç i reparació d'automòbils, 4 d'empreses de transport, 3 d'empreses financeres, 1 d'una empresa immobiliària, 7 d'empreses de serveis i 2 d'empreses classificades com a «altres activitats de serveis».
Dels 11 establiments de servei als particulars que hi havia el 2009, 2 eren tallers de reparació d'automòbils i de material agrícola, 2 guixaires pintors, 3 fusteries, 3 lampisteries i 1 perruqueria.
Dels 3 establiments comercials que hi havia el 2009, 1 era una botiga de més de 120 m², 1 una botiga de menys de 120 m² i 1 una fleca.
L'any 2000 a La Neuville-Chant-d'Oisel hi havia 27 explotacions agrícoles que ocupaven un total de 1.751 hectàrees.

## Equipaments sanitaris i escolars
El 2009 hi havia 1 escola maternal i 1 escola elemental.

## Poblacions més properes
El següent diagrama mostra les poblacions més properes.